# Virginia Slims of Milwaukee 1971 - Doppio
Il doppio del torneo di tennis Virginia Slims of Milwaukee 1971, facente parte del Virginia Slims Circuit 1971, ha avuto come vincitrici Rosie Casals e Billie Jean King che hanno battuto in finale Françoise Dürr e Ann Jones con il punteggio di 6–3, 1–6, 6–2.

## Tabellone

### Legenda
| - Q = Qualificato - WC = Wild card - LL = Lucky loser | - ALT = Alternate - SE = Special Exempt - PR = Protected Ranking | - w/o = Walkover - r = Ritirato - d = Squalificato |

|  | Primo turno                      | Primo turno                      | Primo turno                      | Primo turno | Primo turno |  |  | Semifinali                       | Semifinali                       | Semifinali                       | Semifinali                    | Semifinali |   |   | Finale                   | Finale                   | Finale | Finale | Finale |  |
|  |                                  |                                  |                                  |             |             |  |  |                                  |                                  |                                  |                               |            |   |   |                          |                          |        |        |        |  |
|  | Ann Jones Françoise Dürr         | Ann Jones Françoise Dürr         | Ann Jones Françoise Dürr         | 6           | 7           |  |  |                                  |                                  |                                  |                               |            |   |   |                          |                          |        |        |        |  |
|  | Denise Carter Kristy Pigeon      | Denise Carter Kristy Pigeon      | Denise Carter Kristy Pigeon      | 4           | 5           |  |  | Ann Jones Françoise Dürr         | Ann Jones Françoise Dürr         | Ann Jones Françoise Dürr         | 6                             | 6          |   |   |                          |                          |        |        |        |  |
|  | J Tegart Dalton Stephanie Defina | J Tegart Dalton Stephanie Defina | J Tegart Dalton Stephanie Defina | 6           | 6           |  |  | J Tegart Dalton Stephanie Defina | J Tegart Dalton Stephanie Defina | J Tegart Dalton Stephanie Defina | 3                             | 2          |   |   |                          |                          |        |        |        |  |
|  | Esme Emanuel Ceci Martinez       | Esme Emanuel Ceci Martinez       | Esme Emanuel Ceci Martinez       | 1           | 1           |  |  |                                  |                                  |                                  |                               |            |   |   | Françoise Dürr Ann Jones | Françoise Dürr Ann Jones | 3      | 6      | 2      |  |
|  | Karen Krantzcke Kerry Melville   | Karen Krantzcke Kerry Melville   | Karen Krantzcke Kerry Melville   | 6           | 6           |  |  |                                  |                                  | Rosie Casals Billie Jean King    | Rosie Casals Billie Jean King | 6          | 1 | 6 |                          |                          |        |        |        |  |
|  | P Bartkowicz Tory Fretz          | P Bartkowicz Tory Fretz          | P Bartkowicz Tory Fretz          | 2           | 2           |  |  | Karen Krantzcke Kerry Melville   | Karen Krantzcke Kerry Melville   | Karen Krantzcke Kerry Melville   | 1                             | 1          |   |   |                          |                          |        |        |        |  |
|  | Billie Jean King Rosie Casals    | Billie Jean King Rosie Casals    | Billie Jean King Rosie Casals    | 6           | 6           |  |  | Billie Jean King Rosie Casals    | Billie Jean King Rosie Casals    | Billie Jean King Rosie Casals    | 6                             | 6          |   |   |                          |                          |        |        |        |  |
|  | Mary Ann Curtis Val Ziegenfuss   | Mary Ann Curtis Val Ziegenfuss   | Mary Ann Curtis Val Ziegenfuss   | 3           | 2           |  |  |                                  |                                  |                                  |                               |            |   |   |                          |                          |        |        |        |  |